# Aleksej Sidorov
Aleksej Sidorov (russisk: Алексе́й Леони́дович Си́доров) (født 22. august 1968 i Severodvinsk i Sovjetunionen) er en russisk filminstruktør og manuskriptforfatter.

## Filmografi
- Brigada (Бригада, 2002)[1][2]
- Boj s tenju (Бой с тенью, 2005)
- Boj s tenju 3: Poslednij raund (Бой с тенью 3D: Последний раунд, 2011)
- T-34 (Т-34, 2018)
- Tjempion mira (Чемпион мира, 2021)